# ヘイ・ジョー
「ヘイ・ジョー」（Hey Joe）は、1960年代以降にロックの定番曲となり、数百人の様々なアーティストにより多くの音楽スタイルで演奏されている米国のポピュラーソングである。

## 概要
「ヘイ・ジョー」は、不貞行為に及んでいた妻を銃で撃った後にメキシコへ向かおうと計画している、逃走中の男の話を歌ったものである。この楽曲はビリー・ロバーツ（Billy Roberts）によって1962年にアメリカ合衆国の著作権に登録された。しかし、様々なクレジットや主張がこの曲の作者に関する混乱をもたらしている。同楽曲に関する最初期とされる既知の商業録音は、ロサンゼルスのガレージロックバンド、ザ・リーヴズ (The Leaves) による1965年後半のシングルである。その後このバンドは楽曲を再録音して1966年に再度シングルとしてリリース、これがヒット曲になった。
ジミ・ヘンドリックス・エクスペリエンスによる1966年の録音盤が最も有名なバージョンである。曲のタイトルはたまに「Hey Joe、Where You Gonna Go?（ヘイ・ジョー、お前はどこへ行くつもりだ？）」や、これに似たバリエーション表記をされることがある。

## 作者
歌手のティム・ローズによって伝統音楽であるとの主張がされたり、誤ってしばしば米国の音楽家ディノ・ヴァレンティ（彼はチェスターやチェット・パワーズ、ジェシー・ファローの異名を持つ）の書いたものともされる「ヘイ・ジョー」は、カリフォルニアに拠点を置くフォーク音楽家のビリー・ロバーツによって1962年に米国の著作権に登録された。スコットランドのフォーク歌手レン・パートリッジは、1956年にロバーツがエディンバラのクラブで演奏した際に、自分がこの曲を書く手伝いをしたと主張している。
ロバーツは以前あった以下の3作品から「ヘイ・ジョー」の着想を閃いた可能性がある。彼の恋人ニエラ・ミラーの1955年の歌「Baby, Please Don’t Go To Town」（五度圏に基づく同様のコード進行を使っている）、カール・スミスによる1953年の米国カントリーのヒット曲「 Hey Joe！」（ブーデロウ・ブライアントによる作詞、これとはタイトルと「質疑応答」様式が共通である）、そして20世紀初頭の伝統的なバラード「Little Sadie」（これは自分の妻を撃った後に逃走している男について語ったもの）である。「Little Sadie」の歌詞にはトマスビル (ノースカロライナ州)や「落ち延びた」ジェリコ（サウスカロライナ州の低地にある大規模なコメ農場）での出来事が出てくることが多く、ロバーツはサウスカロライナ州で生まれた。
「"Little Sadie"」のバリエーションは、クラランス・アシュリー(1930)、ジョニー・キャッシュ(1960・1968)、スリム・ダスティ(1961)、ボブ・ディラン(1970)を含む多くのアーティストによって、さまざまなタイトル（ "Bad Lee Brown"、 "Penitentiary Blues"、 "Cocaine Blues"、 "Whiskey Blues"など）で録音されている。一部のバージョンはジェリコ（サウスカロライナ州）からメキシコへ南行きの位置を変更している。
ティム・ローズらによる、「Hey Joe」が全くの伝統音楽作品であるという主張を裏付ける証拠は提示されたことがない。
楽曲の権利は1966年から2000年代まで音楽出版社のThird Story Music（現在はThird Palm Music）によって管理されていた。そこでは作者がビリー・ロバーツとしてリスト掲載されている。他の情報筋（歌手パット・クレイグを含む）は、ヴァレンティが収監されている間のこととして、釈放時に彼に幾らか収入を与えるためロバーツが友人のヴァレンティに当楽曲の権利を分け与えたと主張している。

## 初期の収録
ロバーツの楽曲は1965年代半ばのロサンゼルスの音楽業界でファンを獲得し、1965年と1966年にザ・リーヴズ、ザ・スタンデルズ、ザ・サーファリーズ、ラヴ (バンド)、ザ・ミュージック・マシーン、そしてバーズによる速いペースでの録音がなされ、この曲はあっという間にガレージロックの定番曲になった。1965年12月にザ・リーヴズによって収録される前は、ディノ・ヴァレンティとバーズのデヴィッド・クロスビーの両名がこの歌を普及させる手助けをしたと伝えられている。
サンセット大通り(en)にあるCiro'sというナイトクラブのライブコンサートに参加した際にこの曲をバーズ（まだ彼らはこの楽曲の自身のバージョンを録音していなかった）から紹介されたザ・リーヴズは、3つのバージョンの「ヘイ・ジョー」を録音して1965年と1966年にリリースした。彼らの最初のバージョンは1965年11月-12月にリリースされたが、売り上げは乏しかった。同バンド3回目の録音盤は1966年5月-6月にかけてヒットし、Billboard Hot 100チャートで31位、カナダのRPM (カナダの音楽雑誌)チャートで29位となった。リーヴズ盤はビルボードチャートのトップ40に到達したこの楽曲唯一のレコーディングとして特筆に値する。
当楽曲のザ・サーファリーズの録音盤、彼らのシングル「So Get Out」のB面でリリースされたものが、ロック曲としての初レコーディングだと記載されることがある。しかし多くの信頼できる情報源は、実際にはサーファリーズ盤は1966年からで、ザ・リーヴズの1965年オリジナル盤の後に生まれたものだと反論している。ザ・サーファリーズの録音盤がリリースされた時期には幾つかの異論がある。ある情報源は1965年末であると述べ、別の情報源は1966年6月であると述べている。ただし、ザ・サーファリーズのシングルのカタログ番号であるDecca 31954を他の同時期のデッカ・レコードシングル販売と相互参照すると、そのリリース時期は1966年5月-6月にあたる。さらに1966年6月という発売日は、同シングルのプロデューサーであるゲイリー・アッシャーのウェブサイト上にあるディスコグラフィー情報からの裏付けも取れている。
スタンデルズは「Hey Joe, Where You Gonna Go」と題した曲のバージョンを録音し、1966年のアルバム『ダーティウォーター』にそれが収録された。ガレージロックバンドのミュージック・マシーンは1966年末に、遅めでムーディでファズを利かせた曲のバージョンを録音しており、これはジミ・ヘンドリックスが後に発表するバージョンとかなり似ている。
ロサンゼルスのバンドであるラヴは、彼らのデビューアルバム『ラヴ』に1966年1月に録音したバージョンの「ヘイ・ジョー」を入れ、これは4月にエレクトラ・レコードからリリースされた。この曲は、1965年にデヴィッド・クロスビーから紹介されたギタリスト兼シンガーのブライアン・マクリーン（彼は当時バーズのローディーを務めていた）によってこのバンドに持ち込まれた。バンドのメインボーカルであるアーサー・リーは後年、この楽曲をカバーした大半のロサンゼルス歌手
やジミー・ヘンドリクスにこの曲への興味を抱かせたのはラヴのバージョンだと主張した。ラヴが録音した「ヘイ・ジョー」は、大半のバージョンの歌詞とは少し異なる歌詞が特徴となっている。例えば「銃を持って(gun in your hand)」という歌詞がラヴのバージョンでは「お金を持って(money in your hand)」である。バーズの録音した楽曲も、ラヴのバージョンと同様に変更された歌詞を特徴としている。ラヴのギタリストであるジョニー・エコールズは、ラヴおよびバーズの歌詞が本物の歌詞だと主張している。エコールズによると、ザ・リーヴズ（彼らは友達だった）はラヴが曲を演奏しているのを聞いて歌詞について尋ねてきた。リーヴズが「卑劣な手段」を使うため自分が歌詞を書き換えたところ、うっかり皆が知っていたバージョンを書いてしまったという。
バーズは1966年のアルバム『霧の五次元』 (Fifth Dimension) に「Hey Joe(Where You Gonna Go)」とのタイトルを付けた楽曲を収録した。バーズ盤の主なボーカルはデヴィッド・クロスビーで、彼はその楽曲をグループに持ち込んだり、その曲をロサンゼルスのより大きな音楽コミュニティの中で普及させることに尽力した。クロスビーはバンドが最初に結成された1964年よりその楽曲を録音したいと常日頃から考えていたが、バーズの他のメンバーはその曲に熱心ではなかった。『霧の5次元』の収録セッション時までに、他の幾つかのバンドが「ヘイ・ジョー」のカバーで成功を収めていた。そのため、クロスビーは自分のバンド仲間にこの楽曲への情熱が欠けていると怒った。バーズのギタリストでリーダーのロジャー・マッギンはインタビューで「クロスビーが 「ヘイ・ジョー」を持ち込んだのはそれが自分の歌だったからだ。彼はそのことを書かなかったがその曲に責任を持っていた。彼は何年もそれをやりたがっていたが、我々が決して彼にそれをさせなかった。その後ラヴとザ・リーヴズの両方がそれで小さなヒットを飛ばすと、我々がその楽曲をやらざるを得ないほどデヴィッドは猛烈に怒った」と述懐している。
バンド内や評論家間での一般的なコンセンサスでは、バーズ盤はこの曲の完全に成功した歌唱ではなく、以前のラヴやザ・リーヴズによる同楽曲の録音より劣るとされた。後年、マッギンおよび同バンドのマネージャーであるジム・ディクソンは、クロスビーの声量パフォーマンスが攻撃的な主題を伝えられるほどパワフルではないと批判し、この曲を『霧の5次元』に収録してしまったことを後悔していると表明した。後にクロスビー自身もその曲の録音が自分側の失敗であることを認め、「間違っていたよ、私がそれをやるべきじゃなかった。誰だって間違いは起こすものだ」と語った。
この楽曲は1966年から1967年にかけてバーズのライブコンサートで歌うレパートリーの中心的存在となる予定だった。バーズはまたモントレー・ポップ・フェスティバルでの自分達の演奏にこの曲を入れ、それは同フェスのCDボックス（1992年）ほか同フェスのコンプリートDVDボックス（2002年）に収録されている。

## ティム・ローズとジミ・ヘンドリックス（1966年）
フォークロック歌手のティム・ローズによるこの楽曲のもっと遅いバージョン（1966年に録音され、ローズによる完全な伝統民謡の編曲だと主張されている）は、ザ・ジミ・ヘンドリックス・エクスペリエンスによる初シングルに触発されたものである。アニマルズの元ベーシストであるチャス・チャンドラー、現在は他の歌手のマネージメントに注力する人物、はニューヨーク市のCafe Wha?と言うクラブでローズがこの曲を演奏しているのを見て、ロック版の「ヘイ・ジョー」を録音するアーティストを探していた。チャンドラーは、1966年にCafe Wha?で演奏していてローズの表現に触発された「ヘイ・ジョー」の編曲を披露していたジミ・ヘンドリックスを発見した。1966年9月にチャンドラーは自分と一緒にヘンドリックスを英国に連れて行くことに決め、そこで彼は後にこのギタリストをスターへと変貌させた。ローズは1990年代に「ヘイ・ジョー」を再び録音すると題名を「Blue Steel .44」に変え、この楽曲を伝統民謡の彼自身の編曲として主張した。
英国バンドのザ・クリエーションによる曲の遅いバージョンが、ヘンドリックス盤の着想になったと一部の記述には書かれている。チャンドラーとヘンドリックスは、英国に到着した後に彼らがこの曲を演奏するのを目撃したが、ザ・クリエーションのバージョンはヘンドリックスの後までリリースされなかった。ザ・クリエーションのメンバーがティム・ローズのバージョンを聞いていたかは不明である。
1966年12月にリリースされたヘンドリックス盤は1967年1月に全英シングルチャートのトップ10に入り、最高6位と言うヒット曲になった。同シングルはB面を「51st Anniversary」にして1967年5月1日に米国でリリースされたが、チャート入りしなかった。にもかかわらず、ザ・ジミ・ヘンドリックス・エクスペリエンスによって録音されたザ・ブレイカウェイズのバッキング・ボーカルが付いた「ヘイ・ジョー」は同楽曲の最もよく知られたバージョンとなっており 、ローリング・ストーンの選ぶオールタイム・グレイテスト・ソング500の第201位に挙げられている。2009年には、VH1によってグレイテスト・ハードロックソング・オブ・オールタイムの第22位に名が挙がった。「ヘイ・ジョー」は、1969年にウッドストック・フェスティバルでヘンドリックスが演奏した最後の曲で、それ自体フェスティバル全体の最終曲でもあった。その歌は、まだフェスティバルを去ろうとしない8万人に及ぶ群衆のアンコール声援に応えて披露されたものである。

## その後の収録（1967-現在）
シェールは1966年末にインペリアルレコードで「ヘイ・ジョー」のカバー曲を録音したが、Billboard Hot 100チャートで94位に終わった。それは彼女の1967年のアルバム『With Love, Chér』に収録された。
ウィルソン・ピケットがリリースしたこの曲のバージョンは1969年8月にBillboard Hot 100の59位になった。
ディープ・パープルは1968年のデビューアルバム『ハッシュ』の最終曲に、この曲をメンバー全員の共作として収録した。7分半に及ぶ彼等のアレンジにはモーリス・ラヴェルの「ボレロ」を彷彿とさせるリズムに基づいたクラシック音楽の要素や、 マヌエル・デ・ファリャの『三角帽子』バレエ2幕の2番「粉屋の踊り」の一部が含まれている。
マーマレード（バンド）は1968年にその楽曲のバージョンを録音した、というのも彼らにはシングル「Lovin 'Things」のB面が急に必要となり、そこからなら作詞作曲の印税が手に入ると考えたためである。マーマレードのギタリストであるジュニア・キャンベルはインタビューで「ジミ・ヘンドリックス盤はすでに約20万枚を販売していたが、その後に我々が「Lovin 'Things」のB面で約30万枚を売り上げた。しかし翌年、この血生臭い歌を書いたとされる奴が突然ぞろぞろと現れたんだ！」と語った。
フランク・ザッパは1968年にマザーズ・オブ・インヴェンションのアルバム『ウィー・アー・オンリー・イン・イット・フォー・ザ・マニー』に、この曲のパロディである「フラワー・パンク」を収録した。 この楽曲はファッショナブルなヒッピーのライフスタイルをパロディーにした1つで、歌詞の冒頭は「『おいパンク、その花を手に持ってどこへ行くんだい？』『ああ、俺はサイケデリックバンドに参加するためにフリスコまで行くつもりさ』」だった。
パティ・スミスは1974年に初シングル「ヘイ・ジョー」のA面としてこの曲をカバーした（B面は「ピス・ファクトリー」）。 スミスの編曲バージョンは、前年にリリースされた（そしてヘンドリックスに捧げられた）ブルースギタリストのロイ・ブキャナンによる録音に基づくものである。スミスのバージョンは、逃亡者の女性相続人パトリシア・ハーストと彼女の誘拐事件およびシンバイオニーズ解放軍の参加に関する、短くて過激な告白が含まれている点が独創的である。スミスのバージョンは「彼女の手に銃」を持つジョーとしてハーストを描いている。
1988年のアルバム『デイドリーム・ネイション』に収録されているソニック・ユースの楽曲「ヘイ・ジョーニ(Hey Joni)」は、「ヘイ・ジョー」とジョニ・ミッチェルを題材にしたものだが、ビリー・ロバーツの楽曲にある叙情的なテーマは共有していない。
ザ・フーは1989年に結成25周年を記念して行なった再結成ツアーの幾つかのステージで、同曲を取り上げた。彼等の演奏はヘンドリックスに捧げられ、彼の編曲に影響を受けたものだった。
ウィリー・デビル(Willy DeVille)は1992年にヨーロッパでヒットしたマリアッチ版の歌を録音し、スペインで1位になった。この楽曲はヨーロッパでシングル盤としてリリースされ、デビルのアルバム『Backstreets of Desire』に登場した。
タイプ・オー・ネガティヴは、1992年のアルバム『The Origin of the Feces』で曲のタイトルを「ヘイ・ピート」（同バンドのボーカル兼ベースを務めた、ピーター・スティールのこと）に変更し、楽曲の主人公を斧での殺人者に変更した。
ボディ・カウントは1994年のアルバム『ボーンデッド』にこの歌のバージョンを録音した。

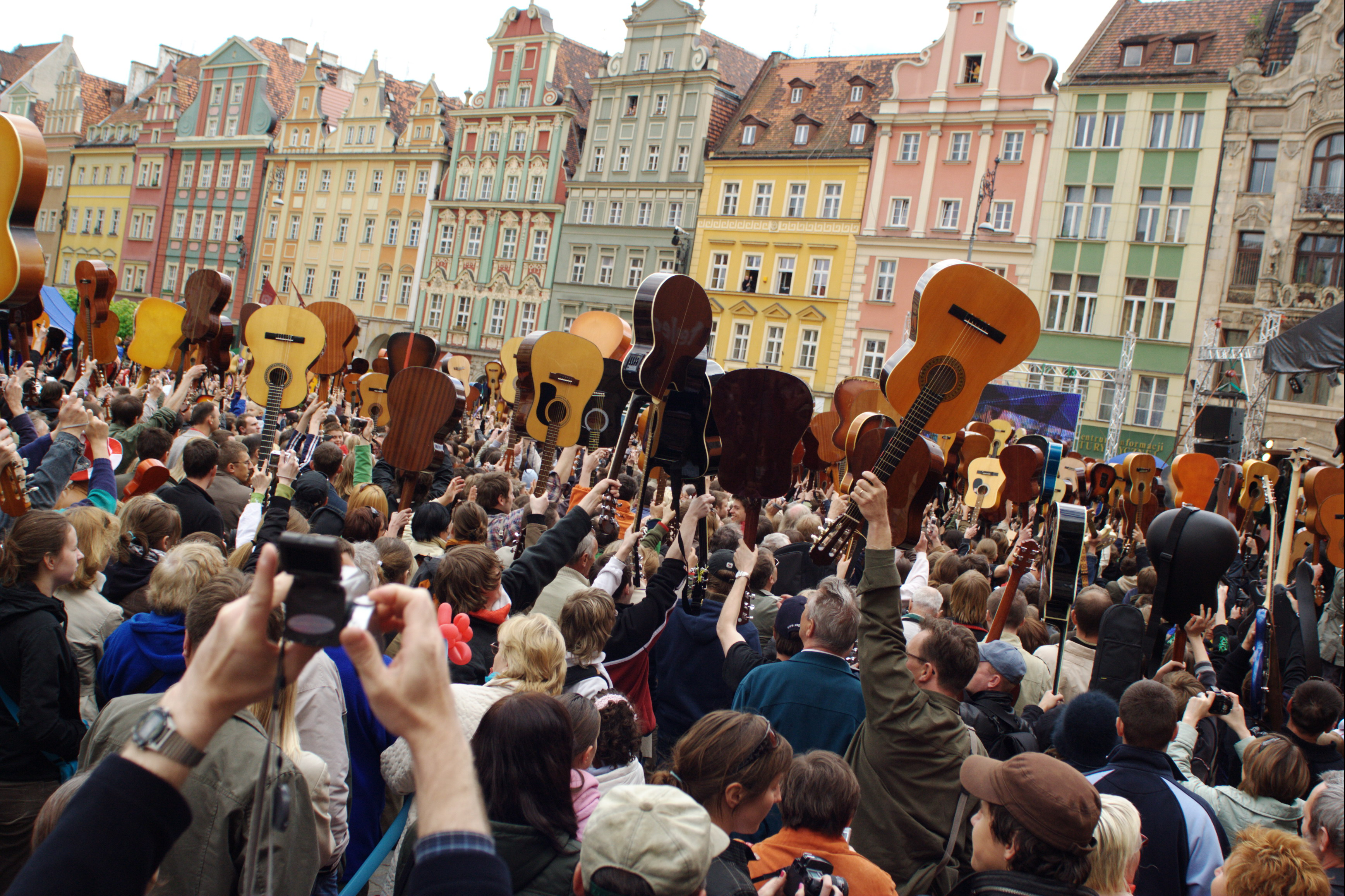
2007年5月1日に、ヴロツワフで1881人のギタリストが 「ヘイ・ジョー」を演奏し、当時のギネス世界記録を樹立した。

ブラジルのグループオ・ハッパはポルトガル語版の「ヘイ・ジョー」を録音した。 当時ドラマーのマルセロ・ユッカとIvo Meilrellesによって書かれたこのバージョンは、グループのセカンドアルバム『Rappa Mundi』に収録された。この歌は、ゲットーに住んでいて生き延びるために犯罪に手を染めるのもやむを得なかった、と我が身を振り返る貧困者に関するものである。
レッド・ホット・チリ・ペッパーズは2006年11月21日に、チャンネル4のテレビ番組『Live From Abbey Road』向けにこの楽曲のリハーサルをしており、その録音が行われた。
2006年5月1日に、ポーランドのヴロツワフの広場に1572人のギタリストが集まって同時に 「ヘイ・ジョー」を演奏して、ギネス世界記録を更新した。さらに翌年5月1日は1881人、2008年5月1日は1951人、2009年5月1日は6346人、2012年5月1日は7273人が集まって記録を更新した。

## 主な収録バージョン
米国または英国でポップチャート入りしたもの
- ザ・リーヴズは、1965年12月に「ヘイ・ジョー、ホエア・ユー・ガナ・ゴー(Hey Joe, Where You Gonna Go)」を出し、1966年に同名タイトルの再録音を行い、そして1966年5月に「ヘイ・ジョー」として再録音した。最後のバージョンは米国で最高31位になった。
- ジミ・ヘンドリックス・エクスペリエンス（1966）は英国で最高6位になった。2000年に『Total Guitar』誌は、この曲をグレイテスト・カバーバージョン・オブ・オールタイムの13位にランク付けした[63]。
- シェールがアルバム『ウィズ・ラヴ・シェール』(1967)に収録したものは、米国で最高94位だった。オールミュージックでは賛否混じった批評で、「幾らか楽しませてくれる」が「さほど素晴らしくはない」もので「この偉大な歌手にとっては明らかに駄目な素材だ」と述べている[64]。
- ウィルソン・ピケット（1969年7月）のバージョンは、米国のR&Bチャートで最高29位、米国のポップチャートで59位、カナダのRPM (カナダの音楽雑誌)で42位、そして英国のチャートで16位になった。ギターのデュアン・オールマンが呼び物になった。

それ以外のもの
- ラヴ (バンド)はアルバム『ラヴ』 (1966) に収録。
- ザ・サーファリーズは「ヘイ・ジョー、ホエア・アー・ユー・ゴーイング(Hey Joe, Where Are You Going)」(1966年6月)としてリリース。
- バーズはアルバム『霧の5次元』（1966）に収録。
- ジョニー・アリディはフランス語でこの曲のカバー(1967)をリリース。ベルギーのワロン地域で2位になる[65]。
- ディープ・パープルは、デビューアルバム『ハッシュ(Shades of Deep Purple)』(1968)に収録。
- ジョニー・リバースは、アルバム『Realization』(1968)に収録。
- リー・モーゼスは、アルバム『Time and Place』(1971)に収録。
- バッド・カンパニーは、アルバム『Live 1977 and 1979』に収録。
- モア (英国バンド)は、シングル「Trickster」のB面としてリリース。
- ソフト・セルは、「ヘンドリックス・メドレー」(1983)B面の一部に取り入れ、後に『滅びの美学(The Art Of Falling Apart)』で再収録販売された。
- ニック・ケイヴ & ザ・バッド・シーズは、アルバム『Kicking Against The Pricks』(1986)に収録。
- シール (歌手)は、シングル「Killer」(1991)に。後に映画『Set It Off』のサントラアルバム(1996)に収録された。
- タイプ・オー・ネガティヴは、アルバム『Origin Of The Feces』(1992)にて「ヘイ・ピート(Hey Pete)」というタイトルの、歌詞を変更したパロディカバーを出した。
- オフスプリングは、EP盤「Baghdad」(1991)のほか、別バージョンをシングル「Gone Away」(1997)のB面で出した。
- ボディ・カウントは、アルバム『ボーン・デッド』(1994)に収録。
- ロバート・プラントは、アルバム『ドリームランド (ロバート・プラントのアルバム)|ドリームランド』(2002)に収録。
- シャルロット・ゲンズブールは、映画『ニンフォマニアック』のサントラ盤(2013) でトリップ・ホップバージョンを出した。